# Elachisina saxicola
Elachisina saxicola is een slakkensoort uit de familie van de Elachisinidae. De wetenschappelijke naam van de soort is voor het eerst geldig gepubliceerd in 1852 door C. B. Adams.